# Bronzi romani del Capitolium di Brescia

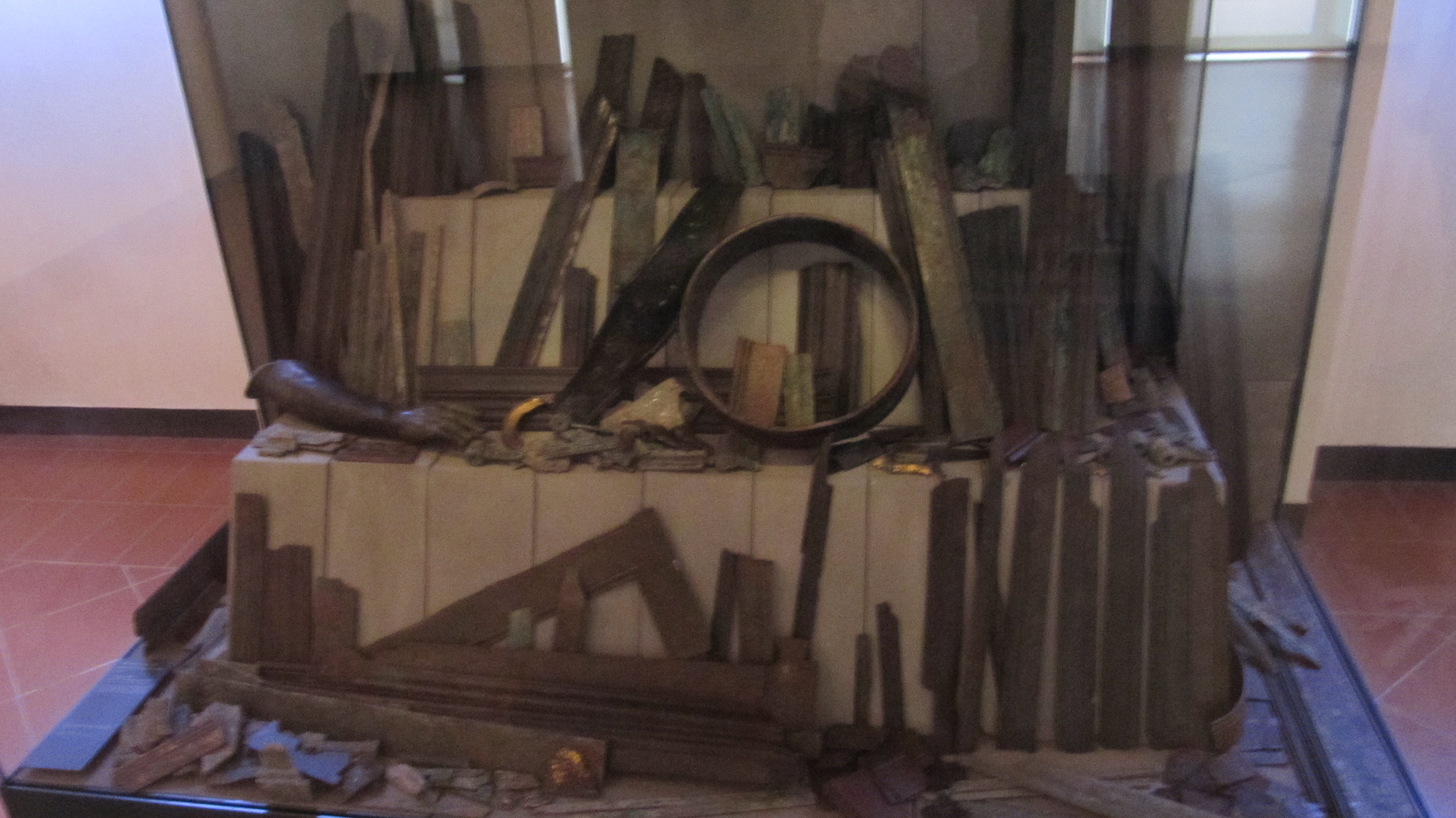
Le cornici e gli altri manufatti bronzei

I bronzi romani del Capitolium di Brescia sono un gruppo di manufatti in bronzo databili tra il I secolo d.C. e il III secolo d.C., in parte conservati nel museo di Santa Giulia e in parte al Capitolium. Rinvenuti nel 1826, costituiscono ad oggi una delle più consistenti raccolte di bronzi romani esistenti, tra cui spiccano diverse opere di grande pregio e importanza storica come i sei Busti Aurei imperiali e, soprattutto, la Vittoria alata, simbolo della città, oggi collocata nella cella del Tempio.

## Storia

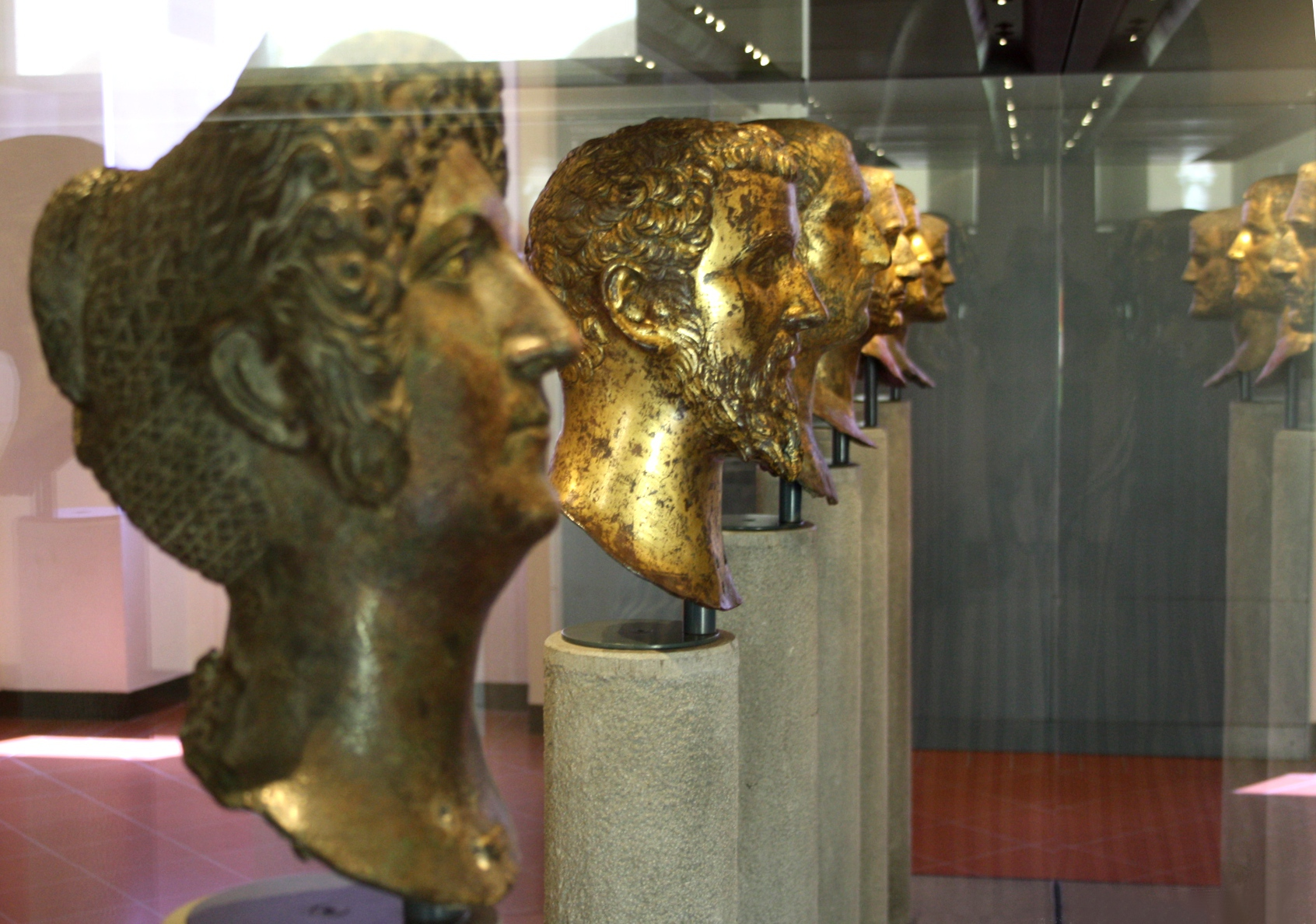
I ritratti imperiali

I manufatti erano tutti conservati nell'area del foro romano di Brixia, ma erano pertinenti a opere e utilizzi molto differenti tra loro. Alcuni, in particolare, erano legati al culto degli Dei che avveniva nel Tempio capitolino, mentre altri erano collegati all'esaltazione della figura imperiale probabilmente nel Foro. Non vi sono correlazioni tra la messa al bando dei culti pagani da parte dell'Editto di Tessalonica (380 d.C.) e il nascondimento dei simulacri bresciani.
Essi, tuttavia, vengono diligentemente smontati e intenzionalmente nascosti nell'intercapedine ovest tra il muraglione del tempio e il colle Cidneo, certo per preservarli dalla distruzione o dal saccheggio di un assedio o di un atto violento. I bronzi non vengono mai più recuperati e finiscono sepolti sotto la frana del colle avvenuta in età medioevale, che inoltre distrugge e sommerge ciò che rimaneva del tempio in rovina.
In questa posizione rimangono celati per circa 1500 anni, finché il 26 Luglio 1826, nell'ambito degli scavi archeologici promossi dall'Ateneo e dalla municipalità bresciana nell'area del Capitolium, emergono finalmente dal nascondiglio alla presenza di Luigi Basiletti e la sua squadra. La scoperta è sensazionale e ha grande risonanza nel mondo culturale dell'epoca, ma soprattutto si rivela il frutto migliore della difficile e dispendiosa campagna di scavi. I manufatti più importanti rinvenuti sono le cinque teste auree imperatorie, caso unico al mondo e la Vittoria alata, la quale diventa in breve tempo il simbolo della città. Custoditi con attenzione nei decenni successivi, tutti i bronzi trovano collocazione definitiva solo nel 1998 con l'apertura del museo di Santa Giulia.

## Descrizione e stile
I manufatti sono i seguenti:

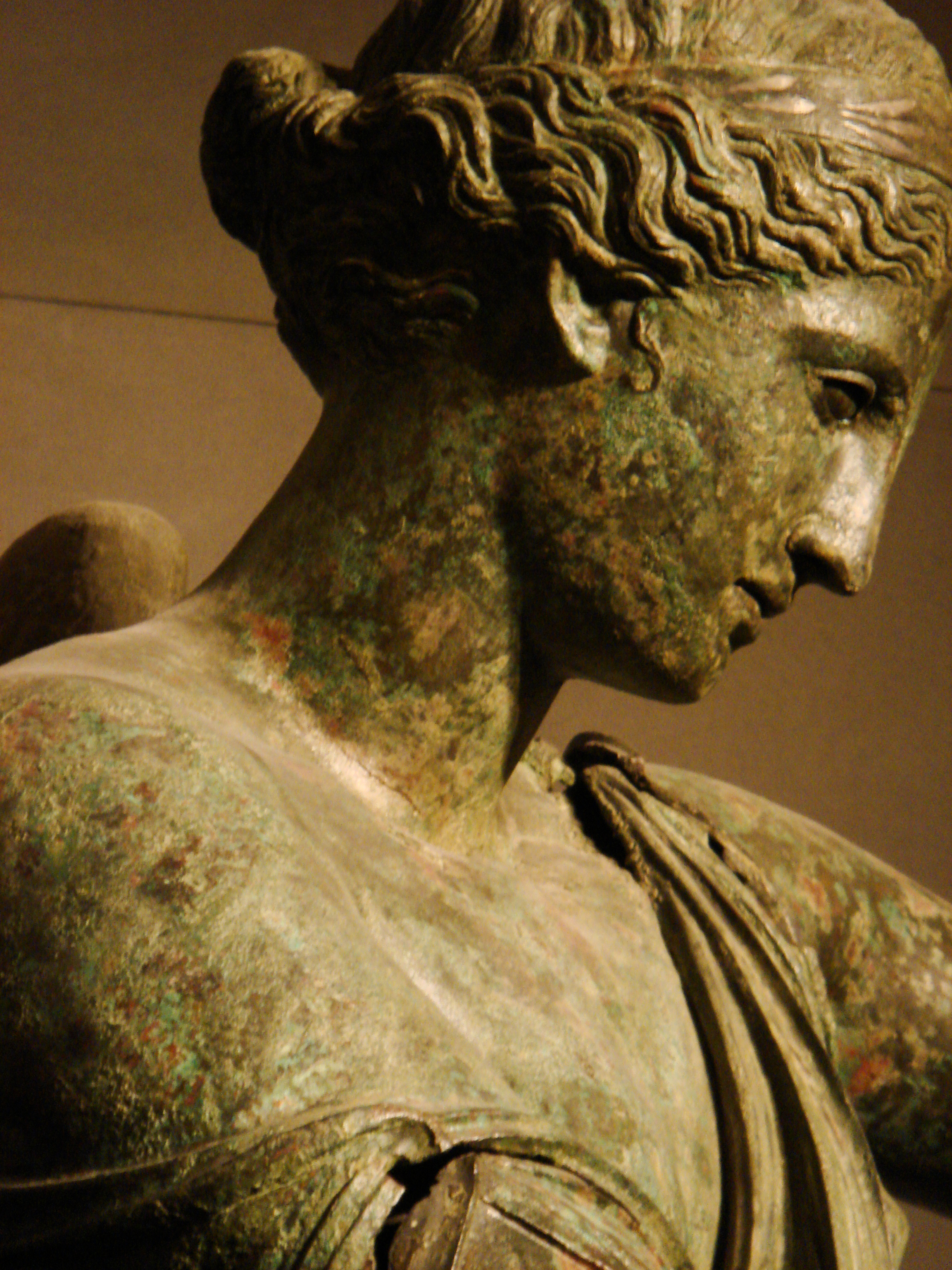
Dettaglio, di prima del restauro concluso nel 2020, della Vittoria alata

- Vittoria alata. È il pezzo più importante e pregiato, nonché il più grande. Si tratta di un bronzo romano del I secolo d.C. che fino al 2020 si pensava potesse essere un originale greco rielaborato ma grazie ad un restauro eseguito dall' Opificio delle pietre dure di Firenze è stato possibile attribuire la statua ad un'officina romana forse proprio dell'antica Brixia[2]. La statua è ancora oggi per Brescia il bronzo romano per antonomasia: la sua iconografia è servita per innumerevoli monumenti, marchi e raffigurazioni celebrative ed è a tutti gli effetti uno dei principali e meglio noti simboli della città[3].
- Ritratti imperiali. Sono concordemente ritenuti dei ritratti di Imperatori romani, sia per le tracce di doratura presenti su almeno tre di essi, sia per la somiglianza con alcuni ritratti presenti sulla monetazione del periodo, ossia della fine del III secolo, da Claudio il Gotico a Diocleziano. In questo senso, rappresentano una rara testimonianza di questa particolare forma d'arte, i cui manufatti hanno difficilmente attraversato i secoli. Vi è inoltre una testa femminile, possibile ritratto di Domizia Longina, di età flavia[4].
- Balteo. Si tratta di un pettorale da cavallo per parata, forse donato come onorificenza militare. Il bronzo è decorato con una scena di battaglia tra soldati romani a cavallo e barbari in fuga. Tutte le figure sono ad altorilievo e la composizione, databile al II-III secolo, segue gli schemi tipici dell'arte traianea, a loro volta di derivazione ellenistica[1].
- Prigioniero. L'opera, eseguita in lamina di bronzo sbalzata, è databile anch'essa al II-III secolo e raffigura un prigioniero barbaro con le mani legate dietro la schiena, rivolto a tre quarti. Era probabilmente una applique e doveva far parte di una composizione più estesa, forse una sfilata di prigionieri portata come trofeo, dunque una rappresentazione celebrativa del potere di Roma e delle sue vittorie sulle invasioni barbariche[1].
- Cornici, ghiere, anelli, frammenti di altre statue. Questo gruppo di elementi di minor pregio artistico rappresenta il grosso del tesoro e superano il centinaio di pezzi. La provenienza è varia quanto dubbia: la maggior parte delle cornici, probabilmente, ornava le pareti e i soffitti cassettonati delle celle del tempio, o altro ancora. Altri manufatti, invece, dovevano far parte di opere singole, come il braccio di una statua e uno spesso anello[1].